# Cheltenham (circonscription britannique)
Pour les articles homonymes, voir Cheltenham (homonymie).
Circonscription parlementaire de la Chambre des communes
La circonscription de Cheltenham  est une circonscription située dans le Gloucestershire.
Elle est représentée à la Chambre des communes du Parlement britannique depuis 2024 par Max Wilkinson des Libéraux-démocrates.

## Géographie
La circonscription comprend :
- La ville de Cheltenham

## Députés
Les Members of Parliament (MPs) de la circonscription sont :
| Législature | Années        | Député                      | Député                      | Parti                    |
| ----------- | ------------- | --------------------------- | --------------------------- | ------------------------ |
| Cheltenham  |               |                             |                             |                          |
| 11e         | 1832–1835     |                             | Craven Berkeley             | Libéral                  |
| 12e         | 1835–1837     |                             | Craven Berkeley             | Libéral                  |
| 13e         | 1837–1841     |                             | Craven Berkeley             | Libéral                  |
| 14e         | 1841–1847     |                             | Craven Berkeley             | Libéral                  |
| 15e         | 1847–1848     |                             | Willoughby Jones            | Conservateur             |
| 15e         | 1848-1848     |                             | Craven Berkeley (2)         | Libéral                  |
| 15e         | 1848-1852     | Grenville Berkeley          |                             | Libéral                  |
| 16e         | 1852–1855     | Craven Berkeley (3)         |                             | Libéral                  |
| 16e         | 1855-1856     | Grenville Berkeley (2)      |                             | Libéral                  |
| 16e         | 1856-1857     | Francis Berkeley            |                             | Libéral                  |
| 17e         | 1857–1859     | Francis Berkeley            |                             | Libéral                  |
| 18e         | 1859–1865     | Francis Berkeley            |                             | Libéral                  |
| 19e         | 1865–1868     |                             | Charles Schreiber           | Conservateur             |
| 20e         | 1868–1874     |                             | Henry Bernhard Samuelson    | Libéral                  |
| 21e         | 1874–1880     |                             | James Tynte Agg-Gardner     | Conservateur             |
| 22e         | 1880–1885     |                             | Charles de Ferrieres        | Libéral                  |
| 23e         | 1885–1886     |                             | James Tynte Agg-Gardner (2) | Conservateur             |
| 24e         | 1886–1887     |                             | James Tynte Agg-Gardner (2) | Conservateur             |
| 25e         | 1892–1895     |                             | James Tynte Agg-Gardner (2) | Conservateur             |
| 26e         | 1895–1900     | Francis Shirley Russell     |                             | Conservateur             |
| 27e         | 1900–1906     | James Tynte Agg-Gardner (3) |                             | Conservateur             |
| 28e         | 1906–1910     |                             | John Edward Sears           | Libéral                  |
| 29e         | 1910–1910     |                             | Viscount Duncannon          | Conservateur             |
| 30e         | 1910–1911     |                             | Richard Mathias             | Libéral                  |
| 30e         | 1911-1918     |                             | James Tynte Agg-Gardner (4) | Conservateur             |
| 31e         | 1918–1922     |                             | James Tynte Agg-Gardner (4) | Conservateur             |
| 32e         | 1922–1923     |                             | James Tynte Agg-Gardner (4) | Conservateur             |
| 33e         | 1923–1924     |                             | James Tynte Agg-Gardner (4) | Conservateur             |
| 34e         | 1924–1928     |                             | James Tynte Agg-Gardner (4) | Conservateur             |
| 34e         | 1928-1929     | Walter Preston              |                             | Conservateur             |
| 35e         | 1929–1931     | Walter Preston              |                             | Conservateur             |
| 36e         | 1931–1935     | Walter Preston              |                             | Conservateur             |
| 37e         | 1935–1937     | Walter Preston              |                             | Conservateur             |
| 37e         | 1937-1945     |                             | Daniel Lipson               | Conservateur indépendant |
| 38e         | 1945–1950     |                             | Daniel Lipson               | Gouvernement national    |
| 39e         | 1950–1951     |                             | William Hicks-Beach         | Conservateur             |
| 40e         | 1951–1955     |                             | William Hicks-Beach         | Conservateur             |
| 41e         | 1955–1959     |                             | William Hicks-Beach         | Conservateur             |
| 42e         | 1959–1964     |                             | William Hicks-Beach         | Conservateur             |
| 43e         | 1964–1966     | Douglas Dodds-Parker        |                             | Conservateur             |
| 44e         | 1966–1970     | Douglas Dodds-Parker        |                             | Conservateur             |
| 45e         | 1970–1974     | Douglas Dodds-Parker        |                             | Conservateur             |
| 46e         | 1974–1974     | Douglas Dodds-Parker        |                             | Conservateur             |
| 47e         | 1974–1979     | Charles Irving              |                             | Conservateur             |
| 48e         | 1979–1983     | Charles Irving              |                             | Conservateur             |
| 49e         | 1983–1987     | Charles Irving              |                             | Conservateur             |
| 50e         | 1987–1992     | Charles Irving              |                             | Conservateur             |
| 51e         | 1992–1997     |                             | Nigel Jones                 | Libéraux-démocrates      |
| 52e         | 1997–2001     |                             | Nigel Jones                 | Libéraux-démocrates      |
| 53e         | 2001–2005     |                             | Nigel Jones                 | Libéraux-démocrates      |
| 54e         | 2005–2010     | Martin Horwood              |                             | Libéraux-démocrates      |
| 55e         | 2010–2015     | Martin Horwood              |                             | Libéraux-démocrates      |
| 56e         | 2015–2017     |                             | Alex Chalk                  | Conservateur             |
| 57e         | 2017–2019     |                             | Alex Chalk                  | Conservateur             |
| 58e         | 2019–2024     |                             | Alex Chalk                  | Conservateur             |
| 59e         | 2024–en cours |                             | Max Wilkinson               | Libéraux-démocrates      |